# Propolis lecanora
Propolis lecanora är en svampart som först beskrevs av Kunze & J.C. Schmidt, och fick sitt nu gällande namn av De Not. 1863. Propolis lecanora ingår i släktet Propolis och familjen Rhytismataceae.   Inga underarter finns listade i Catalogue of Life.